# Убайдуллаев, Рустам
Рустам Убайдуллаев (род. 8 сентября 1971) — советский и таджикистанский футболист, защитник.

## Биография
Рустам Убайдуллаев родился 8 сентября 1971 года.
Играл в футбол на позиции защитника. В 1990—1991 годах входил в заявку душанбинского «Памира», выступавшего в высшей лиге чемпионата СССР, однако ни разу не вышел на поле в составе главной команды. В сезоне-90 провёл 14 матчей за дубль «Памира».
В 1992—1995 годах продолжал играть за «Памир» в чемпионате Таджикистана. В 1992 и 1995 годах завоевал золотые медали, в 1993 и 1994 годах — серебряные. В 1992 году завоевал Кубок Таджикистана.
В 1996 году выступал в чемпионате Узбекистана за «Касансай», провёл 21 матч, мячей не забивал.
В 1993—1994 годах провёл 4 товарищеских матча за сборную Таджикистана, мячей не забивал. Дебютным стал поединок 2 июня 1993 года в Ашхабаде против сборной Туркменистана (0:6), в котором он вышел на замену.

## Достижения

### Командные
«Памир»
- Чемпион Таджикистана (2): 1992, 1995.
- Серебряный призёр чемпионата Таджикистана (2): 1993, 1994.
- Обладатель Кубка Таджикистана (1): 1992.